# Irena Blühová
Irena Blühová (Považská Bystrica, Eslovàquia –aleshores Hongria–, 2 de març de 1904 – Bratislava, 30 de novembre de 1991) va ser una de les primeres fotògrafes eslovaques i un dels primers fotògrafs de Txecoslovàquia a utilitzar la fotografia com a mitjà d'estudi documental i observació social. Durant la Segona Guerra Mundial va ser una dissident comunista, treballà a la clandestinitat per ajudar els refugiats que fugien de la persecució. Després de la guerra, va ajudar a establir l'Institut Pedagògic Estatal i va fundar la Biblioteca Pedagògica Eslovaca. Al final de la seva vida va tornar a la recerca de la fotografia i va participar en moltes exposicions internacionals.

## Primers anys
Irena Blühová va néixer a Považská Bystrica, un poble en el Regne d'Hongria, que aleshores formava part de l'imperi austrohongarès.El seu pare, Móricnak Blüh, era comerciant, i la família de la seva mare, Balázs, provenia del districte nord del comtat d'Árva; tots dos eren poetes i intel·lectuals. Va assistir a l'escola a Trenčín, viatjant-hi diàriament i va complementar la seva educació llegint literatura clàssica, com ara Goethe, Heine i Schiller, de la biblioteca del seu avi. Tenia cinc germanes i un germà, i preferia les activitats esportives i la llibertat que experimentaven els homes. De 1914 a 1918 va assistir a l'escola d'ensenyament secundari de noies de Trenčín i es va veure influenciada per les imatges de soldats ferits de la Primera Guerra Mundial i la Revolució Russa, presoners, i la població cansada al començament de la República Txecoslovaca. Quan va acabar la guerra, la família necessitava els fills per treballar i ella va agafar feina com a mecanògrafa en un despatx d'advocats a Považská Bystrica. Més tard, va treballar com a dependenta en un banc i el 1921 es va unir al Partit Comunista Txecoslovac (KSČ).

## Carrera
El 1924, Blühová va adquirir la seva primera càmera, una Görz-Tenax, i es convertí en una de les primeres fotògrafes eslovaques del seu futur marit, l'artista Imro Weiner-Král. L'any 1925 va començar a fer fotos de l'entorn social i cultural d'Horná Mariková i després, tornant a casa, va fer fotos dels voltants d'Árva i Kysuce. Les primeres obres són belles vistes i imatges promocionals utilitzades per a publicacions turístiques. A poc a poc els seus temes van anar canviant i cada cop més fotografiava treballadors, sense posar, fent la seva vida quotidiana. No havent rebut encara cap formació fotogràfica, va utilitzar angles per destacar elements de la seva obra, fet que marcaria una tendència fotogràfica a l'hora de combinar imatgeria realista i agenda política, rebutjant les imatges de posada brillant burgesa, que no tenien cap valor social. Aquest tipus de fotografia social va començar a Alemanya als anys 20 i es va estendre a Rússia i després a Txecoslovàquia. Es canvià a una càmera Rolleiflex, va fer fotografies de pobresa extrema, captaires, nens treballadors, però també obrers i treballadors fent la seva feina, com ara cistellers i pastors, com a mitjà de crítica social, i es va publicar a diaris i revistes com Slovensky Svet (Món eslovac) i Krásy Slovenska (La bellesa d'Eslovàquia), i més tard a Arbeiter-Illustrierte-Zeitung i Der Arbeiter-Fotograf (revista de l'Associació de Fotògrafs d'Alemanya).
A principis de 1931, Blühová va començar a estudiar a la Bauhaus de Dessau amb el fotògraf Walter Peterhans. La seva formació acadèmica allà no va durar més enllà de 1932, quan el règim nazi va tancar l'escola d'art, però el seu treball a partir d'aquest moment es va veure encara més influenciat per l'experimentació i la composició més elaborada, que havia après a la Bauhaus. Reclamada de tornada a Txecoslovàquia pel KSČ, es va establir a Bratislava i a principis de 1933 va obrir una llibreria al carrer Mariánska anomenada Blüh kníhkupectvo (Llibreria Blüh). La botiga servia llibres d'art, ficció, filosofia i literatura política d'esquerres, i aviat es va convertir en un lloc de trobada d'artistes, periodistes i estudiants. Juntament amb Zsigmondi Borbálát, Rosa Neyt, Fric Stroht i altres, Blühová va fundar el grup Sociofoto per desenvolupar la fotografia documental social i d'orientació sociològica. En lloc de posar els seus propis noms a les seves obres, els fotògrafs signaven només amb la paraula Sociofoto, per mostrar el seu anonimat col·lectiu.
Blühová es va guanyar el sobrenom de la «Gertrude Stein bratislava» i va organitzar diverses petites exposicions per recaptar fons per a les activitats de la Federació Internacional de Solidaritat Antifeixista. Va participar en l'Exposició fotogràfica internacional de Praga el 1933 i el 1934, va exposar a la mostra de Sociofoto a Bratislava, que va ser el primer intent de mostrar la fotografia social al país. A mesura que s'acostava la guerra, el treball fotogràfic de Blühová es va alentir, mentre que les seves activitats per al partit augmentaven. Va publicar i difondre materials comunistes en una rebotiga de la llibreria per amagar-se dels censors i va ajudar els refugiats que fugien d'Àustria, Alemanya i Hongria amb menjar, roba i allotjament, abans de passar-los a altres activistes.
De 1937 a 1939, Blühová va fer classes de ceràmica amb Julia Horová i va estudiar cinema a l'Escola d'Arts Aplicades (Škola umeleckých remesiel, ŠUR) amb Karel Plicka. L'escola va tenir el model de la Bauhaus i es va tancar per motius similars el 1939. El 1941 es van descobrir les seves activitats dissidents i Blühová només va poder escapar de l'arrest perquè els amics la van poder advertir. En escapar a les muntanyes de Malá Fatra va viure en una casa remota i més tard va trobar feina amb papers falsos amb el nom d'Elena Fischerová a Humenné, en una fàbrica de combustible. El seu marit, Weiner-Král, va passar els anys de guerra a França treballant per a la resistència. Blühová va romandre activa en activitats clandestines fins al final de la Segona Guerra Mundial.
Durant la dècada de 1940, Blühová va produir fotografies per a obres d'escriptors com Krista Bendová i Ján Kostra. Va ocupar diversos càrrecs en editorials, va ajudar a fundar Pravda Publishing el 1945 i a dirigir-la fins al 1948, quan va néixer la seva filla Zsuzsanna. L'any 1951 Blühová va començar a ensenyar a l'Institut Pedagògic Estatal i després, el 1955, va fundar la Biblioteca Pedagògica Eslovaca, en què va exercir com a directora fins al 1965. També va ensenyar a l'Escola de Formació del Professorat fins a finals dels anys 60 i el 1964 Blühová va rebre la Medalla del Treball en reconeixement de la seva ajuda per desenvolupar l'estat. No obstant això, el seu suport a la liberalització durant la Primavera de Praga el 1968, va fer que fos titllada d'indesitjable i que es fes una breu censura a la distribució de les seves obres. Durant les dècades de 1970 i 1980, va fer exposicions individuals a Bratislava (1974), Berlín (1977), Hèlsinki (1981), Leipzig (1983), Trencin (1984), Banská Bystrica (1986), Bonn (1987) i Praga (1989). L'any 1989, Blühová va rebre la Medalla Josef Sudek commemorant el seu treball fotogràfic en la celebració dels 150 anys de la fotografia. Després de la jubilació, va impartir classes en institucions per a nens amb discapacitat física i psíquica durant tres anys.
Blühová no va ser tan sols una activista política amb càmera, sinó una fotògrafa moderna compromesa socialment que va documentar críticament la societat eslovaca d'entreguerres. Va morir el 30 de novembre de 1991 a Bratislava, República Eslovaca.